# Festung der Einsamkeit
Die Festung der Einsamkeit (engl. „Fortress of Solitude“) ist ein wiederkehrender Handlungsschauplatz in den Geschichten um den Comic-Helden Superman sowie der Titel verschiedener Superman-Publikationen, so beispielsweise des Comics The Fortress of Solitude von 1981. Darüber hinaus verfügt neben Superman auch der Titelheld der Abenteuerromanreihe Doc Savage über eine als „Festung der Einsamkeit“ bezeichnete Zufluchtsstätte.
Über ihre ursprüngliche Rolle als ein bloßer Handlungsschauplatz der fiktiven Geschichten hinausgehend nimmt die Festung der Einsamkeit inzwischen einen festen Platz als ein etablierter Topos und immer wieder aufgegriffener Referenzpunkt der US-amerikanischen Popkultur ein. So ist etwa ein Bildungsroman des Schriftstellers Jonathan Lethem aus dem Jahr 2003 anspielungsvoll The Fortress of Solitude betitelt und finden sich zahllose, meist humoristische, Bezugnahmen auf die Festung in den Erzeugnissen der amerikanischen Unterhaltungsbranche, so etwa in Fernsehserien wie Die Simpsons oder South Park.

## Die Festung der Einsamkeit in den Superman-Geschichten
Als Handlungsschauplatz der Abenteuer des Science-Fiction-Helden Superman erscheint die Festung der Einsamkeit in zahllosen Comics, Romanen, Computer- und Konsolenspielen, Filmen, Zeichentrick- und Realdarsteller-Serien, die die Abenteuer des edlen „Kämpfers für das Gute“ aus dem Weltall beschreiben.
Neben zahllosen Verwendungen der Festung als Schauplatz innerhalb der Superman-Comics seit den 1940er Jahren fand sich der Name Fortress of Solitude auch als Titel des von den Künstlern Ross Andru und Dick Giordano gestalteten Superman-Specials Superman and His Incredible Fortress of Solitude aus dem Jahr 1981, das als #26 der Reihe DC Special Series erschien.

### Geschichte
Die erste Verwendung der Festung der Einsamkeit als Handlungsschauplatz einer Superman-Geschichte findet sich in dem Comic-Heft Superman #17 aus dem Jahr 1942. In jenem Heft wird die Festung gleichwohl noch als „Secret Citadel“ (dt. „Geheime Zitadelle“) bezeichnet, während sie ihren heute bekannten Namen erst Jahre später erhielt. Auch wurde die geographische Lage der Festung im Laufe der Jahre abgeändert: Hatte sich die Festung in Superman #17 noch in einem Bergmassiv außerhalb von Supermans Heimatstadt Metropolis befunden, wurde sie in den meisten späteren Geschichten an einen unbestimmten Ort in den Eislandschaften der Arktis verlagert.
Nachdem die Festung in den 1940er- und den frühen 1950er-Jahren kaum mehr benutzt wurde, wurde sie beginnend mit der Geschichte The Super-Key to Fort Superman in dem Comic-Heft Action Comics #241 von 1958 in den Rang eines festen Handlungsschauplatzes der Superman-Geschichten erhoben. In ihrer heutigen, „modernen“ Version wurde die Festung erstmals 1989 in dem Heft The Adventures of Superman #461 vorgestellt.
Mitunter kann sie aber auch in der Antarktis oder in den Anden lokalisiert sein. Die fiktive Öffentlichkeit in den Superman-Comics weiß kaum, dass die Festung existiert, da ihr genauer Standort nur sehr wenigen engen Freunden und Verbündeten Supermans wie Lois Lane, Professor Hamilton und Batman bekannt ist. Der Name der Festung basiert auf der „Fortress of Solitude“ des Abenteuerhelden Doc Savage.
Ein traditionelles Erkennungsmerkmal der Festung ist, dass sie eine Gedenkstatue an Supermans Eltern Jor-El und Lara in ihrem Foyer enthält, welche – ähnlich dem griechischen Titanen Atlas – den Planeten Krypton tragen (jedoch nicht als Last, sondern mehr spielerisch von beiden Seiten ohne jede Kraftanstrengung mit einem Arm elevierend).

### Ursprüngliche Version
Die Originalversion der Festung wurde 1958 eingeführt und befand sich eingeschoben in eine steile arktische Eisklippe. Sie konnte durch eine gigantische goldene Tür mit einem überdimensionierten Schlüsselloch, welche sich mit einem ebenfalls gigantischen Schlüssel öffnen ließ, betreten werden. Der pfeilartig aussehende Schlüssel ruhte, wenn er nicht benutzt wurde, auf einem Sockel außerhalb der Festung und war als Wegweiser für Flugzeuge getarnt: Er war so schwer, dass nur Superman ihn hochheben konnte.
Diese traditionelle Festung enthielt einen Alien-Zoo, ein stählernes Tagebuch, in das Superman seine Erinnerungen schrieb, einen Schachroboter, ein Laboratorium, Kommunikationsausrüstung und spezielle Räume, die Superman seinen Freunden gewidmet hatte. Darüber hinaus wurde die Festung im Laufe der Jahre mit immer weiteren Details bereichert und ergänzt: So wurden die Superman-Doppelgänger-Roboter in ihr gelagert, ein Projektor in ihr platziert, der den Zutritt zur Phantomzone ermöglichte, und eine Art Trophäenkammer – ähnlich Batmans „Bathöhle“ – eingerichtet, in der Erinnerungen an die erlebten Abenteuer des Helden aufbewahrt wurden. Außerdem war die Festung der Verwahrungsort der verkleinerten, von lebenden Wesen bewohnten Flaschenstadt Kandor bis zu ihrer Vergrößerung.
Eine besonders bekannte Geschichte um diese Festung findet sich im Superman Annual 11 von 1985 von Alan Moore, die das Eindringen des Außerirdischen Monguls in die Festung beschreibt. Der letzte Auftritt dieser Festung fand in der berühmt gewordenen Geschichte Whatever Happened to the Man of Tomorrow? aus Action Comic 583 und Superman 423 aus dem Jahr 1986 statt.

### Moderne Version
In Action Comics Annual 2 aus dem Jahr 1989 brachte Superman von einer Reise ins Weltall ein lebendiges kryptonisches Artefakt namens Eradicator mit, welches ein eigenes Bewusstsein entwickelte und aus eigener Veranlassung begann, die Erde in ein Abbild des Planeten Krypton zu verwandeln, von dem Superman stammt. Nachdem Superman den Eradicator überwunden hatte, verblieb von dessen Versuch, die Erde mit einem „Teppich“ kryptonischer Technik zu überwuchern, nur die Festung (wie die alte Version in der Arktis errichtet), die Superman als eine nützliche Einrichtung für Notfälle behielt. Diese Festung enthielt ebenfalls zahlreiche Gebrauchs-, Dekorations- und Technologiegegenstände von Krypton, so auch einige Roboterdiener (darunter Supermans späterer Freund Kelex), die die Festung für Superman warteten, und einen kryptonischen Kampfanzug aus dem dritten Zeitalter von Krypton. Auch in dieser Version der Festung fand sich die geschrumpfte Flaschenstadt Kandor wieder, die Superman bei einem Abenteuer im Weltraum dem bösen Magier Tolos entrissen hatte.
Diese Festung wurde nach einem Kampf zwischen Superman, Lex Luthor und einem Wesen namens Dominus in die Phantomzone versetzt. An Stelle der verlorenen Festung errichteten Superman und sein Freund, der Ingenieur John Henry Irons, eine neue Festung in einer extradimensionalen Falte, die durch einen gewaltigen Globus betreten werden konnte und im Gegensatz zu ihrer Vorgängerin in den Anden lokalisiert war. Auch diese Festung wurde zerstört.
Die derzeitige Festung befindet sich in einem alten Tempel „in den Cordillera Del Condor“-Bergen im Grenzgebiet zwischen Ecuador und Peru. Diese Festung enthält nach wie vor die Stadt Kandor, ein Portal zur Phantomzone, kryptonische und andere außerirdische Artefakte sowie holographische Abbilder von Jor-El und Lara und ist das gegenwärtige Zuhause von Supermans Hund Krypto und dessen Betreuer, einem Roboter namens Ned sowie dem Roboter Kelex, dem Chefaufseher der Festung.

### Die Ausstattung der Festung
Die Festung der Einsamkeit wurde seit ihrer Erfindung verstärkt von den Autoren der Superman-Geschichten als Plattform und fiktionsimmanenter Vorwand für die Auslebung unzähliger Science-Fiction-Phantasien benutzt, für deren Einflechtung in die Superman-Comics die Festung als Forum benutzt wurde.
So ist schon die Einrichtung der Festung eine lebhafte Mischung aus den unterschiedlichsten Elementen der Science-Fiction-Literatur: So war in den 1960er- bis 1980er-Jahren eine Vielzahl außerirdischer Wesen – die in einem „intergalaktischen Zoo“ untergebracht sind – in der Festung untergebracht. Außerdem finden sich in ihr in praktisch allen Versionen verschiedene Roboter, die die Bewachung und Instandhaltung der Festung besorgen, unter denen der schwebende Zwergroboter Kelex hervorragt.
Die Räumlichkeiten der Festung beherbergen neben Wohnquartieren, in den besonders kindgerechten Geschichten der Zeit vor 1986 gar „Gästezimmer“ für Supermans Freunde, ein Hologrammraum, in dem die Geschichte Kryptons durch elaborierte Illusionen nacherlebt werden kann, Laboratorien, in denen Superman für seine Abenteuer erforderliche Hilfsmittel entwirft und baut, sowie ein mit außerirdischer Hochtechnologie ausgestattetes Kommunikations- und Kommandozentrum.
Eine besondere „Sehenswürdigkeit“ ist dabei der Trophäensaal der Festung. Das Prunkstück dieses Raumes ist die „Flaschenstadt“ Kandor, eine von einem Außerirdischen (mal Brainiac, mal Tolos) mitsamt ihren Bewohnern geschrumpfte Stadt, die Superman von einer seiner Reisen ins Weltall mitgebracht hat. Diese ist – ähnlich einer Schneekugel – in einer Flasche untergebracht, deren Hülle eine Art „dimensionale Barriere“ bilden soll, die die Realität der Lebewesen in der Flasche von der der Figuren der eigentlichen Superman-Geschichten trennt. Seit den 1960er-Jahren unternimmt Superman Reisen in die Flaschenstadt, in der er in futuristischer Umgebung Abenteuer nach der Art Flash Gordons erlebt und einen Weg sucht, die Stadt zu „entschrumpfen“ und ihren Bewohnern die Freiheit zurückzugeben.
Weitere Gegenstände des Trophäensaals sind die Rakete, mit der Superman als Säugling vom Planeten Krypton zur Erde geschickt wurde, kryptonische Kampfanzüge sowie zwei Gruppen von Riesenstatuen: Zum einen Statuen von Supermans leiblichen Eltern Jor El und Lara, die eine Nachbildung des Planeten Krypton emporheben, zum anderen Statuen der außerirdischen Eroberer Quex-Ul, Laora und General Zod (die „Kriminellen aus der Phantomzone“), die Superman in einer der „wichtigsten“ Geschichten der Serie tötete, da er keinen Weg sah, sie verlässlich einzusperren, und die ihm – so die Erklärung der Geschichten – eine ewige Mahnung sein sollen, nie wieder zu töten.

### Die Festung in anderen Medien
In den Superman-Filmen mit Christopher Reeve wird die Festung durch einen wachstumsfähigen Kristall geschaffen, der Superman von seinen Eltern auf seiner Reise zur Erde mitgegeben worden war. Der Kristall führt den jungen Clark Kent (Superman) in die Arktis, erwacht dort zu plötzlicher Aktivität und schmilzt ein kristallin-strukturiertes Bauwerk in die Eismassen ein.
In der Superman-Zeichentrickserie der 1990er-Jahre befand sich die Festung unterhalb der Eismassen der Arktis und konnte durch ein Eintauchen in arktisches Wasser, das Unterschwimmen einer unterirdischen Passage und das Auftauchen in einem Hohlraum betreten werden.
In der Fernsehserie Smallville entsteht die Festung aus drei uralten kryptonischen Steinen, die schon seit dem 16. Jahrhundert auf der Erde versteckt waren und die zusammen das gesamte Wissen Kryptons enthalten. Jor-El fordert Clark auf, die Steine zu suchen und zu ihm zu bringen. Clark findet die Steine auch und bringt sie in die Indianerhöhle, in der sich der Geist von Jor-El eingenistet hat. Dort werden die drei Steine zusammengesetzt. Daraufhin öffnet sich ein Portal, welches Clark in die Arktis befördert, wo der Stein eine Festung der Einsamkeit entstehen lässt, die der Festung aus den Superman-Filmen sehr ähnelt, jedoch viel größer ist.
Im Kinofilm Superman Returns (2006) wurde das Design der Festung aus den Filmen mit Christopher Reeve wieder aufgenommen. Hier gelingt es Lex Luthor, in die Festung einzudringen und Supermans Geheimnisse zu erkunden.

## Die Festung der Einsamkeit in den Doc-Savage-Geschichten
Wie Superman zieht sich auch Henry W. Ralstons Roman-Held Doc Savage gelegentlich in eine als „Festung der Einsamkeit“ bezeichnete Zufluchtsstätte in der Arktis zurück. Doc Savage besaß dieses Refugium jedoch bereits vor Superman, sodass eine „Inspiration“ der ungleich bekannter gewordenen Superman-Heimstatt durch Doc Savages Redoute als wahrscheinlich anzunehmen ist. Die erste Erwähnung dieser Festung findet sich in dem im März 1933 veröffentlichten Doc Savage-Roman Man of Bronze. Im Oktober 1938 folgte gar ein Roman, der den Namen „Fortress of Solitude“ im Titel führte und der detaillierte Informationen über Savages Unterkunft enthielt. In dem Film Doc Savage – Der Mann aus Bronze (Doc Savage: The Man of Bronze) von 1975 fand sich schließlich die erste Leinwand-Version der Festung, ein Iglu-ähnliches Bauwerk.

## Die Festung der Einsamkeit in der amerikanischen Popkultur
Neben dem Bildungsroman The Fortress of Solitude von Jonathan Lethem, der auf Deutsch 2006 bei Goldmann erschien, findet sich eine schier unüberschaubare Masse von Bezugnahmen, Anspielungen und insbesondere Parodien der Festung in amerikanischen Fernsehserien und -shows.
So wird etwa der Hobby-Keller des Familienvaters Red Forman in der Serie Die wilden Siebziger (That Seventies Show) von den jugendlichen Protagonisten der Serie wiederholt als ihre „Festung der Einsamkeit“ bezeichnet.
In Ernest Clines Science-Fiction-Roman Ready Player One bezeichnet der Protagonist Wade Owen Watts den von ihm in der virtuellen Welt OASIS erworbenen Asteroiden Falco (benannt nach dem österreichischen Sänger) als seine „Festung der Einsamkeit“.
Des Weiteren bezeichnet der Comicbuchhändler in der Zeichentrickserie Die Simpsons ein Dixi-Klo-Häuschen, in das er sich zum ungestörten Lesen zurückzieht, als seine „Festung der Einsamkeit“ (in der Episode King of the Hill), während die Serie South Park (in der Folge Red Sleigh Down) die Behausung des Weihnachtsmanns am Nordpol – entgegen ihrer traditionellen Darstellung als anheimelndes Winterhaus und altmodische Handwerksstätte von Wichtelmännern – als High-Tech-Festung darstellt, die den Kristall-Festungen der Superman-Filme unübersehbar nachempfunden ist.
In der Serie How I Met Your Mother bezeichnet Barney seine Wohnung mehrfach als „Festung der Barnigkeit“.
Parodiert wurde die Festung unter anderem als „Pillow Fort of Isolation“ (in der Serie Drawn Together), als „Fortress of Privacy“ (in der Show Saturday Night Live), als „Thicket of Solitude“ (in der Serie Doug) und als „Dumpster of Streakitude“ (in der Zeichentrickserie Krypto the Superdog).